# 카를 하인

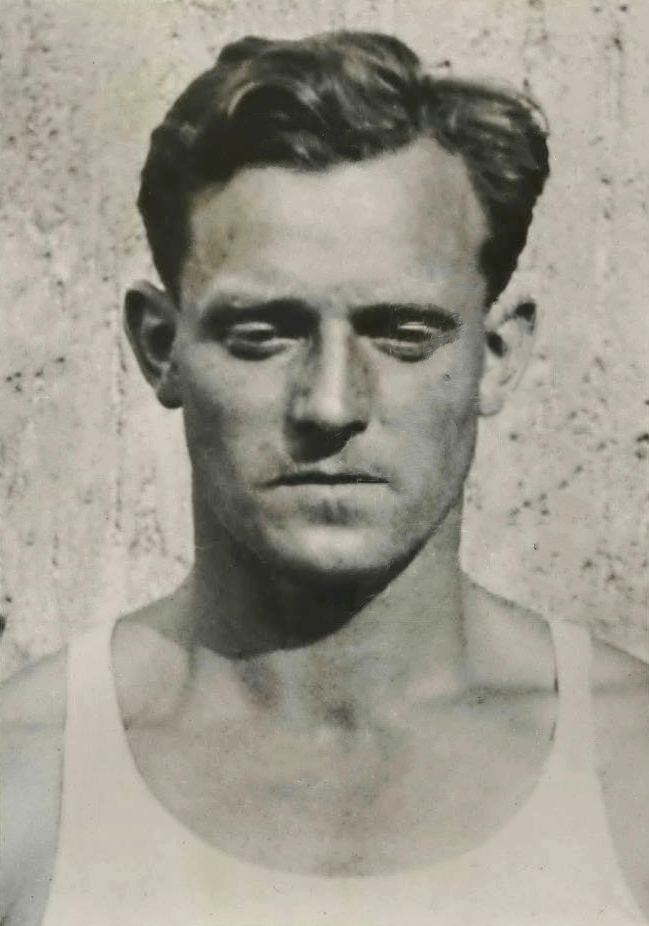

카를 하인(독일어: Karl Hein, 1908년 6월 11일 ~ 1982년 7월 10일)은 주로 해머던지기에 참가한 독일의 육상 선수였다.
함부르크에서 태어나 사망한 하인은 1936년 베를린 올림픽에서 56.49 m의 올림픽 기록과 함께 금메달을 획득하였다. 2년 후에 그는 유럽 육상 선수권 대회에서 58.77 m로 우승하였다.